# Кафедральный собор Хернёсанда
Кафедральный собор Хернёсанда (швед. Härnösands domkyrka) — собор в Хернёсанде, столице лена Вестерноррланд в Швеции. Центральная церковь диоцеза Хернёсанда.
Первое здание городской церкви было построено в 1593 году. После организации епархии в 1647 году (одновременно с назначением Йоханнеса Канути Ленеуса архиепископом Уппсалы) церковь стала кафедральным собором. Однако это здание не сохранилось, так как оно сгорело во время штурма города русскими войсками в 1721 году во время Северной войны. Современный собор был построен на том же самом месте по проекту архитектора Юхана Хавермана. Освящение здания состоялось в 1846 году.
С 2001 года главным органистом собора является Фредрик Сикстен.